# Margelana veternosa
Margelana veternosa là một loài bướm đêm trong họ Noctuidae.